# Molophilus pallidulus
Molophilus pallidulus là một loài ruồi trong họ Limoniidae. Chúng phân bố ở miền Australasia.